# Bendar
Bendar is een bestuurslaag in het regentschap Pati van de provincie Midden-Java, Indonesië. Bendar telt 3120 inwoners (volkstelling 2010).